# Herman's Hermits
Herman's Hermits bili su engleski pop, sastav iz Manchestera prva teen grupa u Engleskoj. Ovaj sastav vodio je i brinuo se o produkciji znani engleski glazbeni manager Mickie Most. Sastav je vrhunac popularnosti imao sredinom šesdesetih, svojim jednostavnim, pjevnim tinejdžerskim pjesmama.

## Povijest sastava
Njihova prva uspješnica bila je skladba "I'm Into Something Good" (napisana od američkih skladatelja; Gerry Goffina i Carole King), postala je hit  broj 1 u Britaniji i broj 13 u Americi 1964. Nakon toga nisu više ponovili uspjeh u Britaniji, ali su se dva puta popeli na 1 mjesto u Americi sa  "Mrs. Brown, You've Got a Lovely Daughter" (skladba Tom Courtenaya iz 1963. ) i "I'm Henery the Eighth, I Am" (engleska pjesma iz 1911.).  
Hermitsi su se pojavili i u par filmova, poput; When The Boys Meet The Girls (1965.) i Hold On! (1966.). 
Osnivači sastava pod imenom Herman & The Hermits (1963.) bili su; Keith Hopwood (gitara, vokal), Karl Green (gitara, vokal), Alan Wrigley (bas-gitara, vokal), Steve Titterington (bubnjevi), i Peter Noone (vokal). Oni su svi bili izuzetno mladi, a Noone osobito, imao samo petnaest godina.
Derek Leckenby (gitara, vokal)  i Barry Whitwam (bubnjevi), sastavu su se priključili naknadno iz lokalne grupe The Wailers, Whitwam je zamijenio Titteringtona, a Leckenby je zamijenio Wrigleya na basu.
Nakon ove promjene potpisali su ugovor s managerom i producentom Mickie Mostom i diskografskim kućama EMI records za Europu i MGM records za Sjedinjene Države. 
Kao prava teen grupa odmah su krenuli s uspješnim singl pločama; "I'm Into Something 
Good",  "Mrs Brown, You've Got a Lovely Daughter" (1965.) i "I'm Henery the Eighth, I Am". 
Kako nisu imali dovoljno glazbenog znanja, kod snimanja su im pomagali studijski 
glazbenici poput Jimmyja Pagea i Johna Paula Jonesa. 
Sastav je imao nagli i veliki uspjeh kod mlade publike, ali je interes za njima brzo ugasio ( čim su članovi grupe počeli stariti ). Nakon što je Noone napustio grupu, počele su borbe oko prava na originalno ime Herman's Hermits, ali nijedna od inačica grupe sastavljena od pojedinih članova više nije ponovila uspjeh iz šesdesetih.
Sastav istog imena nastupio je 1972. godine na tada internacionalnom, 12. po redu Festivalu zabavne glazbe "Split 1972" na Prokurativi, gdje je u alternaciji s Đorđijem Peruzovićem izveo kasnije poznati splitski evergreen "Di si bija kad je grmilo", koji je osvojio i prvu nagradu publike, odnosno Grand Prix "Splita ´72".

## Diskografija

### Singl ploče
| Naziv pjesme                                        | Pozicija na američkoj ljestvici | Godina izdanja | Pozicija na britanskoj ljestvici |
| --------------------------------------------------- | ------------------------------- | -------------- | -------------------------------- |
| "I'm Into Something Good"                           | #13                             | 1964           | #1                               |
| "Show Me Girl"                                      | -                               | 1964           | #19                              |
| "Can't You Hear My Heartbeat?"                      | #2                              | 1965           | -                                |
| "Silhouettes"                                       | #5                              | 1965           | #3                               |
| "Mrs. Brown, You've Got a Lovely Daughter"          | #1                              | 1965           | -                                |
| "Wonderful World"                                   | #4                              | 1965           | #7                               |
| "I'm Henery the Eighth, I Am"                       | #1                              | 1965           | -                                |
| "Just a Little Bit Better"                          | #7                              | 1965           | #15                              |
| "A Must To Avoid"                                   | #8                              | 1965           | #6                               |
| "Listen People"                                     | #3                              | 1966           | -                                |
| "You Won't Be Leaving"                              | -                               | 1966           | #20                              |
| "Leaning on The Lamp Post"                          | #9                              | 1966           | -                                |
| "This Door Swings Both Ways"                        | #12                             | 1966           | #18                              |
| "Dandy"                                             | #5                              | 1966           | -                                |
| "East West"                                         | #27                             | 1966           | #37                              |
| "There's a Kind of Hush"                            | #4                              | 1967           | #7                               |
| "No Milk Today"                                     | #35                             | 1967           | #7                               |
| "Don't Go Out Into the Rain (You're Going to Melt)" | #18                             | 1967           | -                                |
| "Museum"                                            | #39                             | 1967           | -                                |
| "I Can't Take Or Leave Your Loving"                 | #22                             | 1968           | #11                              |
| "Sleepy Joe"                                        | #61                             | 1968           | #12                              |
| "Sunshine Girl"                                     | #101                            | 1968           | #8                               |
| "The Most Beautiful Thing In My Life"               | #131                            | 1968           | -                                |
| "Something's Happening"                             | #130                            | 1968           | #6                               |
| "My Sentimental Friend"                             | -                               | 1969           | #2                               |
| "Here Comes the Star"                               | -                               | 1969           | #33                              |
| "Years May Come, Years May Go"                      | -                               | 1970           | #7                               |
| "Bet Yer Life I Do"                                 | -                               | 1970           | #22                              |
| "Lady Barbara"                                      | -                               | 1970           | #13                              |

## Vanjske poveznice
- | Logotip Zajedničkog poslužitelja | Zajednički poslužitelj ima stranicu o temi Herman's Hermits |
- Službene stanice Herman's Hermitsa (verzija Petera Noonea)
- Službene stanice Herman's Hermitsa (verzija Barry Whitwama)